# Trutnov
Trutnov (en allemand : Trautenau) est une ville de la région de Hradec Králové, en Tchéquie, et le chef-lieu du district de Trutnov. Sa population s'élevait à 29 607 habitants en 2025.

## Géographie
Trutnov se trouve au nord-est de la région historique de Bohême et aux pieds des monts des Géants (Krkonoše), dans la vallée de la rivière Úpa. Grâce à sa position géographique, la ville est souvent appelée la « porte des monts des Géants ». Elle est située à 25 km au nord-ouest de Náchod, à 36 km au sud-ouest de Wałbrzych (Pologne), à 40 km au nord de Hradec Králové et à 118 km au nord-est de Prague.

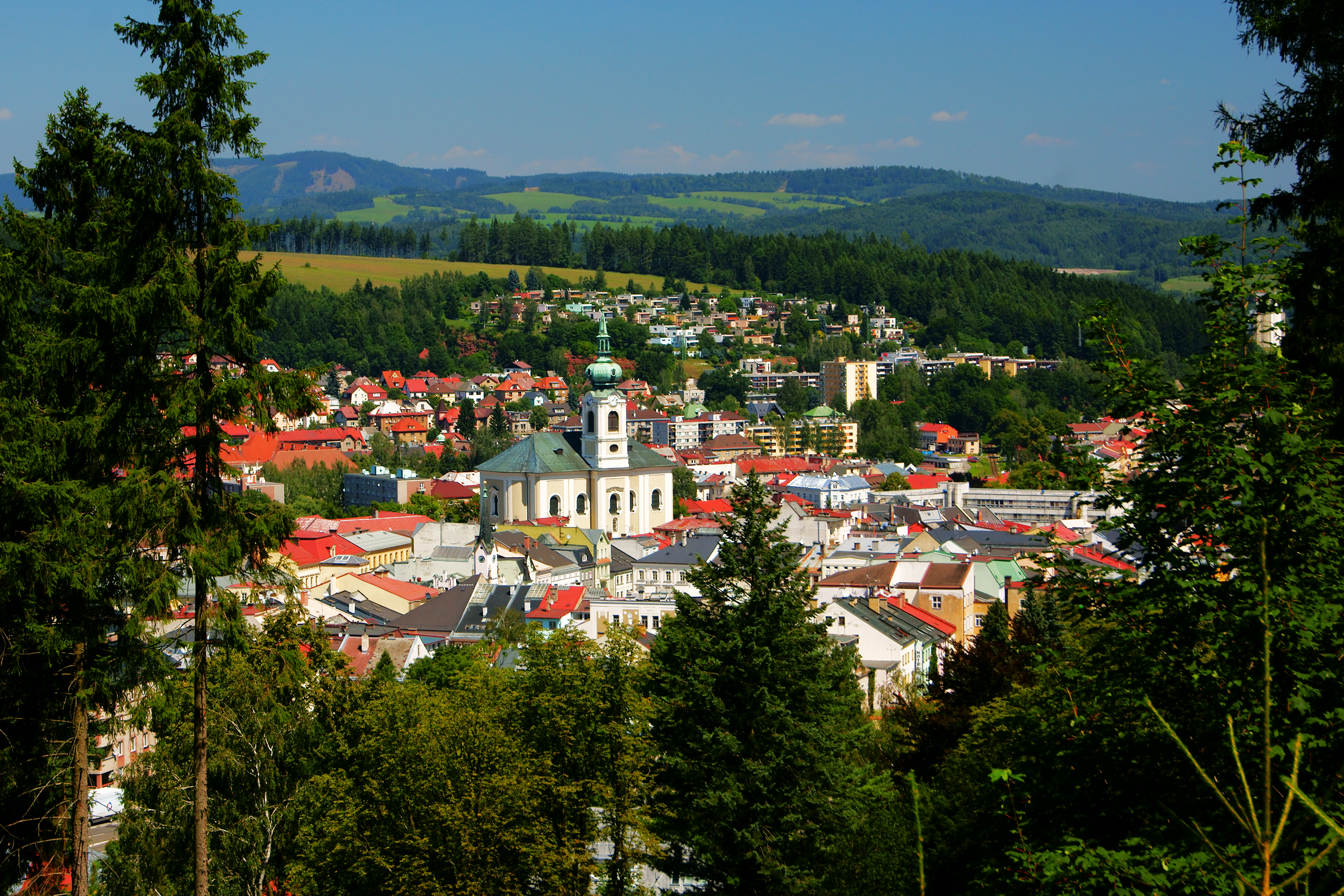
Trutnov : panorama.

La commune est limitée par Žacléř, Bernartice et Zlatá Olešnice au nord, par la Pologne, Chvaleč, Radvanice, Velké Svatoňovice, Suchovršice et Úpice à l'est, par Hajnice au sud, et par Staré Buky, Pilníkov, Vlčice et Mladé Buky à l'ouest.

## Histoire
Le village d'Aupa fut fondé au début du XIIIe siècle ; une première mention de la paroisse remonte à l'an 1260. Les Chanoines réguliers de la Très Sainte-Croix de l'Étoile Rouge y avaient alors un hôpital. Pour favoriser le développement de son pays, le roi Venceslas II de Bohême encourage l'établissement de colonies par les Allemands qui arrive surtout de la Silésie au nord. Sur l'emplacement de l'ancien lieu slave, ils fondent Trautenau, , mentionné pour la première fois en 1301, dont le nom tchèque de Trutnov dérive. 
En 1329, le roi Jean Ier légua le domaine à vie à son beau-frère le duc silésien Henri de Jawor, en échange du pays de Görlitz, et le bourg a reçu les droits de ville en 1340. Le fils de Jean Ier, l'empereur Charles IV céda Trutnov, avec Dvůr Králové nad Labem et le château de Žacléř au duc Bolko II de Świdnica et son épouse Agnès. Après la mort d'Agnès, en 1392, le domaine reviendra au roi Venceslas IV et devient l'apanage de son épouse Sophie de Bavière.

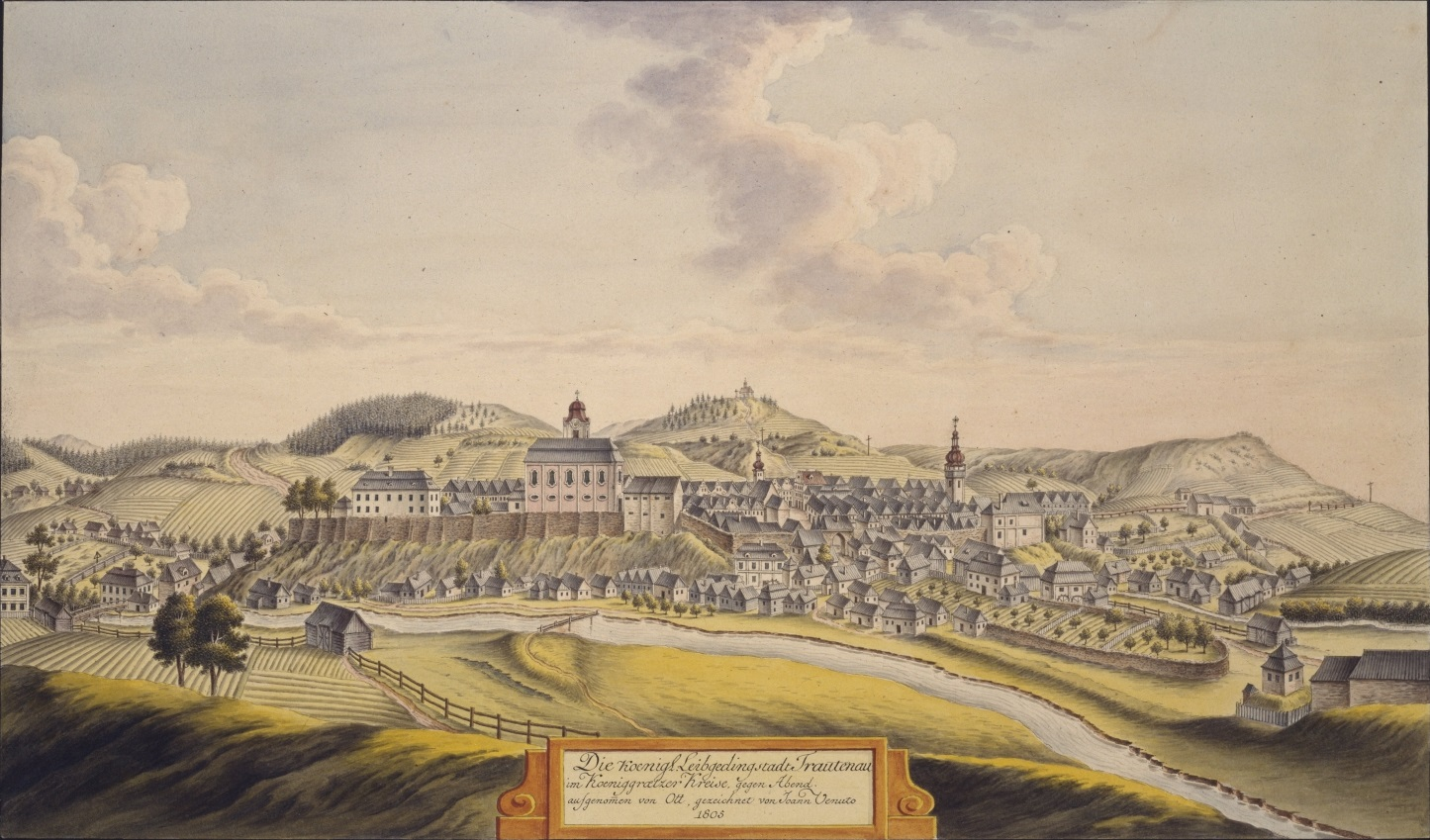
Trutnov en 1805, par Joann Venuto.

Jusqu'en 1918, la ville de Trautenau - Trutnov (Trautenau jusqu'à la fin du XIXe siècle) fait partie de l'empire d'Autriche, puis d'Autriche-Hongrie (Cisleithanie après le compromis de 1867), chef-lieu du district de même nom, l'un des 94 Bezirkshauptmannschaften en Bohême.
Le 27 juin 1866, Trautenau est le théâtre d'une sanglante bataille pendant la guerre austro-prussienne de 1866.

## Population
Recensements (*) ou estimations de la population :
| 1869*  | 1881*  | 1891*  | 1901*  | 1911*  | 1921*  | 1930*  |
| ------ | ------ | ------ | ------ | ------ | ------ | ------ |
| 18 289 | 22 391 | 25 407 | 27 561 | 29 786 | 26 412 | 28 329 |

| 1950*  | 1961*  | 1970*  | 1980*  | 1991*  | 2001*  | 2011*  |
| ------ | ------ | ------ | ------ | ------ | ------ | ------ |
| 21 030 | 25 214 | 26 046 | 29 506 | 31 999 | 31 997 | 30 312 |

| 2015   | 2016   | 2017   | 2018   | 2019   | 2020   | 2021*  |
| ------ | ------ | ------ | ------ | ------ | ------ | ------ |
| 30 893 | 30 812 | 30 680 | 30 577 | 30 372 | 30 234 | 29 054 |

| 2022   | 2023   | 2024   | 2025   | - | - | - |
| ------ | ------ | ------ | ------ | - | - | - |
| 29 430 | 29 660 | 29 584 | 29 607 | - | - | - |

## Administration
La ville de Trutnov se compose de 21 quartiers :
- Adamov (Adamsthal)
- Babí (Trautenbach)
- Bohuslavice (Bausnitz)
- Bojiště (Hohenbruck)
- Dolní Předměstí (Niedere Vorstadt)
- Dolní Staré Město (Nieder-Altstadt)
- Horní Předměstí (Obere Vorstadt)
- Horní Staré Město (Ober-Altstadt)
- Kryblice (Krieblitz)
- Lhota (Welhotta)
- Libeč (Gabersdorf)
- Nový Rokytník (Neurognitz)
- Oblanov (Kaltenhof)
- Poříčí (Parschnitz)
- Starý Rokytník (Altrognitz)
- Střední Předměstí
- Střítež (Burkersdorf)
- Studenec (Staudenz)
- Vnitřní Město
- Volanov (Weigelsdorf)
- Voletiny (Wolta)

Ainsi que les hameaux suivants :
- Bezděkov (Bösig)
- Debrné (Döberle)
- Dolce (Dreyhäuser)
- Dolníky (Grabenhäuser)
- Kacíř
- Kalná Voda (Trübwasser)
- Kouty
- Luční Domky
- Nové Dvory (Neuhof)
- Nové Voletiny (Neu Wolta)
- Peklo (Höllenhäuser)
- Rubínovice (Rudersdorf)
- Zelená Louka

## Transports
Par la route, Trutnov se trouve à 33 km de Náchod, à 51 km de Hradec Králové et à 146 km de Prague.

## Personnalités
- Rudolf Skácel, footballeur.
- Charles Mayer (1897-1973), peintre ayant travaillé sur la Côte d'Azur de 1923 à 1937.

## Jumelages
La ville de Trutnov est jumelée avec :
- Wurtzbourg (Allemagne)
- Kępno (Pologne)
- Kamienna Góra (Pologne)
- Lohfelden (Allemagne)
- Świdnica (Pologne)
- Strzelin (Pologne)
- Senica (Slovaquie)

## Culture
Trutnov accueille chaque année, depuis 1998, un des plus célèbres festival de grindcore d'Europe, l'Obscene Extreme Festival, regroupant diverses artistes locaux et internationaux. Avec les années, la programmation musicale s'ouvre aux genres tels que le thrash metal, le death metal et le punk hardcore.